# 이와이 아쓰히로
이와이 아쓰히로(일본어: 岩井 厚裕, 1967년 1월 31일 ~ )는 일본의 전 축구 선수이다.

## 구단 경력
1989년 일본 사커 리그의 전일본공수(요코하마 플뤼겔스)에 입단했다. 1993년에 J리그컵 우승을 차지했다. 1995년까지 170경기에 출전하여, 1득점을 넣었다. 1996년 아비스파 후쿠오카로 이적했다. 1998년후 현역 은퇴.